# V364 Lacertae
V364 Lacertae (V364 Lac / HD 216429 / HIP 112928) es una estrella variable en la constelación de Lacerta distante unos 1460 años luz del sistema solar.
Tiene magnitud aparente media +8,36.
V364 Lacertae es una binaria eclipsante formada por dos estrellas Am cuyos respectivos tipos espectrales son A4m y A3m.
Las dos componentes son muy parecidas pero no idénticas.
La estrella A4m es la más luminosa —45,5 veces más que el Sol— y tiene una temperatura efectiva de 8250 K.
Tiene 2,33 veces la masa que el Sol y, con un radio de 3,3 radios solares, gira sobre sí misma con una velocidad de rotación de al menos 45 km/s.
La estrella A3m tiene una temperatura ligeramente superior de 8500 K, pero es un 7% menos luminosa que su compañera.
Tiene una masa de 2,30 masas solares y un radio 3 veces más grande que el del Sol, siendo su velocidad de rotación proyectada de 15 km/s.
La edad de esta binaria se estima en 630 millones de años.
El período orbital del sistema es de 7,352 días y la órbita tiene una excentricidad moderada (ε = 0,29).
En el eclipse principal el brillo de la binaria disminuye 0,74 magnitudes, mientras que en el secundario la caída de brillo es de 0,64 magnitudes.